# PRR13
PRR13 (англ. Proline rich 13) – білок, який кодується однойменним геном, розташованим у людей на 12-й хромосомі. Довжина поліпептидного ланцюга білка становить 148 амінокислот, а молекулярна маса — 15 385.
| 10         |  | 20         |  | 30         |  | 40         |  | 50         |
| ---------- |  | ---------- |  | ---------- |  | ---------- |  | ---------- |
| MWNPNAGQPG |  | PNPYPPNIGC |  | PGGSNPAHPP |  | PINPPFPPGP |  | CPPPPGAPHG |
| NPAFPPGGPP |  | HPVPQPGYPG |  | CQPLGPYPPP |  | YPPPAPGIPP |  | VNPLAPGMVG |
| PAVIVDKKMQ |  | KKMKKAHKKM |  | HKHQKHHKYH |  | KHGKHSSSSS |  | SSSSSDSD   |

A: Аланін

C: Цистеїн

D: Аспарагінова кислота

F: Фенілаланін

G: Гліцин

H: Гістидин

I: Ізолейцин

K: Лізин

L: Лейцин

M: Метіонін

N: Аспарагін

P: Пролін

Q: Глутамін

S: Серин

V: Валін

W: Триптофан

Задіяний у таких біологічних процесах, як транскрипція, регуляція транскрипції, альтернативний сплайсинг. 
Локалізований у ядрі.